# Брат (филм из 2007)
Брат (шп. Hermano) је италијански филм снимљен 2007. године у режији Ђована Робијана. Сценарио су писали поред самог режисера, Рикардо Априли и Марчело Оливиери.

## Кратак садржај
Брат је драма о пријатељству које се рађа између „службеника“ мафије Антонија Стерна и времешног боксера Карлоса Авиледе, љубитеља пића и живота. 
Антонио је двадесетшестогодишњи младић који ради за Дон Еугенија, остарелог мафијашког шефа из Јужне Италије, који је био пријатељ његовог покојног оца. Желећи да се одужи старом пословном партнеру, Дон Еугенио запосли младића да одвезе луксузни аутомобил као дар руском мафијашу који живи у Стокхолму. Током дуге вожње из Италије преко Швајцарске и Немачке он среће Карлоса, након што га овај одбрани у једној тучи. Путовање настављају заједно, долазе у разне градове и упознају разне људе, а њихово пријатељство све више расте.

## Улоге
| Глумац               | Улога                     |
| -------------------- | ------------------------- |
| Ињацио Олива         | Антонио Стерни            |
| Раде Шербеџија       | Карлос Авиледа            |
| Паоло Вилађо         | Дон Еугенио               |
| Кристина Мођа        | Франциска                 |
| Емир Кустурица       | Чомски                    |
| Луција Шербеџија     | Фулвиа                    |
| Андреа Бруши         | Марота                    |
| Дејан Аћимовић       | Убица                     |
| Мате Парлов          | Тренер                    |
| Франко Благонић      | Секретар боксерског клуба |
| Елена Прести         | Кончита                   |
| Александар Цветковић | Емо                       |

## Занимљивост
- Иако је снимљен 2001. године, и то по локацијама у Италији, Шведској (Стокхолм), Немачкој (Франкфурт), Данској (Копенхаген) и Аргентини (Буенос Ајрес), филм је због финансијиских невоља „освануо“ тек 2007, не у биоскопској, већ у кућној дистрибуцији.
- Режирао га је Ђеновљанин Робијано, некад Кустуричин ђак на њујоршком Универзитету Колумбија. Притом је улоге доделио низу глумачких имена са пројстора бивше СФРЈ. И не само глумцима: ту је и Емир (битна епизодна улога), док је лик тренера поверен бившем боксеру, преминулом Мати Парлову.